# Canton de Marseille-Saint-Marcel
Le canton de Marseille-Saint-Marcel est une ancienne division administrative française située dans le département des Bouches-du-Rhône, dans l'arrondissement de Marseille, dans les 11e et 12e arrondissements de Marseille. Ancien canton de Marseille XVIII, créé en 1973.

## Composition
Le canton de Marseille-Saint-Marcel se composait d’une fraction du 11e arrondissement de la commune de Marseille.
| Nom                   | Code Insee | Intercommunalité                   | Population (dernière pop. légale)                |
| --------------------- | ---------- | ---------------------------------- | ------------------------------------------------ |
| Marseille (chef-lieu) | 13055      | Métropole d'Aix-Marseille-Provence | Fraction : 24 314(2012) Commune : 862 211 (2016) |

Il se composait également d’une fraction du 12e arrondissement de la commune de Marseille.
| Nom                   | Code Insee | Intercommunalité                   | Population (dernière pop. légale)               |
| --------------------- | ---------- | ---------------------------------- | ----------------------------------------------- |
| Marseille (chef-lieu) | 13055      | Métropole d'Aix-Marseille-Provence | Fraction : 7 335(2012) Commune : 862 211 (2016) |

Quartiers de Marseille inclus dans le canton (parties des 11e et 12e arrondissements) :
- La Barasse
- La Pomme
- Les Caillols
- La Millière
- Saint-Marcel
- La Valbarelle
- La Valentine
- La Montre
- La Moularde
- La Rouguière

Il comptait 31 649 habitants (population municipale) au 1er janvier 2012.

## Représentation
| Période                                  | Période | Identité                   | Étiquette | Qualité |
| ---------------------------------------- | ------- | -------------------------- | --------- | --- |
| 1973                                     | 1982    | Marcel Benassi (1934-2022) | PCF       | Tourneur sur métaux Conseiller municipal de Marseille                                                                                                  |
| 1982                                     | 2008    | Jean Bonat (1924-2017)     | PS        | Agent de la Seita retraité Conseiller municipal de Marseille, suppléant du député Marius Masse (1988-2002) puis du député Christophe Masse (2002-2007) |
| 2008                                     | 2015    | Denis Barthélemy           | PS        | Technicien retraité, Marseille |
| Les données manquantes sont à compléter. |         |                            |           | |

## 2 photos du canton
|  |  |

## Démographie
| 1982 | 1990   | 1999   | 2006   | 2011   | 2012   |
| ---- | ------ | ------ | ------ | ------ | ------ |
| -    | 49 704 | 52 758 | 31 137 | 32 179 | 31 649 |